# Michael Jackson & Friends
Michael Jackson & Friends는 1999년에 대한민국과 독일에서 개최된 마이클 잭슨의 마지막 월드 투어이다.

## 서울 내한 공연
6월 25일 저녁 서울올림픽주경기장에서 열렸다. SBS와 지역민방에서 생중계 방송했으며, 최고 시청률 42% 기록되었다. 29만 명에 육박하는 시청자들의 보내준 성금 5억 7600만 원은 대한적십자사 등의 북한을 비롯한 세계 각국 불우 어린이들을 위해 사용되었다.

## 뮌헨 다리 사고
6월 27일 독일 뮌헨 공연에서 잭슨이 〈Earth Song〉을 부르며 "돌아오지 않는 다리" 퍼포먼스를 하던 도중 다리가 떨어져 잭슨이 추락하는 사고가 일어났다. 잭슨은 공연을 계속 진행했고, 모든 공연이 끝난 후 병원에 실려갔다.

## 밀레니엄 콘서트
1999년 12월 31일, 잭슨은 하와이의 알로하 경기장과 시드니의 호주 경기장에서 공연할 예정이었다. 이 계획들은 나중에 폐기되었다.

## 세트 리스트
1. "Medley" ("Don't Stop 'Til You Get Enough", "The Way You Make Me Feel", "Scream", "Beat It", "Black or White", "Billie Jean") 

2. "Dangerous" 

3. "Earth Song" 

4. "You Are Not Alone"

## 일정
| 날짜            | 도시 | 국가     | 장소                 |
| --------------- | ---- | -------- | -------------------- |
| 1999년 6월 25일 | 서울 | 대한민국 | 서울올림픽주경기장   |
| 1999년 6월 27일 | 뮌헨 | 독일     | 뮌헨 올림픽 스타디움 |